# Роган-Гемене, Арман-Жюль де
Арман-Жюль де Роган-Гемене (фр. Armand-Jules de Rohan-Guémené; 10 февраля 1695, Париж, Королевство Франция — 28 августа 1762, Саверн, Королевство Франция) — французский аристократ из дома Роганов, пэр Франции. Прелат Римско-католической церкви, архиепископ-митрополит Реймса и примас Бельгийской Галлии.

## Биография
Родился 10 февраля 1695 года в Париже. Он был пятнадцатым ребёнком Шарля III де Рогана (1655—1727), князя Гемене, герцога Монбазона от его второй жены Шарлотты-Елизаветы де Кошфиле (1657—1719), дочери Шарля де Кошфиле, графа Вовинё и Франсуазы-Анжелики д’Обри.
В юном возрасте был признан главою соборного капитула в Страсбурге. В 1715 году получил во владение аббатство Гар в епархии Амьена. В 1730 году стал настоятелем аббатства Горз в Меце. 2 июня 1722 года был номинирован на кафедру архиепархии Реймса. 6 июля того же года римский папа Иннокентий XIII подтвердил его назначение, и 23 августа в Реймском соборе он был посвящён в архиерейский сан. Церемонию провёл кардинал Арман-Гастон-Максимильен де Роган-Субиз, в сослужении епископов Жана-Жозефа Ланге де Жержи и Франсуа-Фирмана Трудэна. 25 октября 1722 года Роган-Гемене возглавил коронацию юного монарха Людовика XV.
Противник янсенистов. В вверенной ему архиепархии был активным сторонником признания папской буллы «Единородный Сын». Заняв место в парламенте Парижа в качестве первого церковного пэра, передал управление архиепархией своему генеральному викарию. В 1759 году издал новый бревиарий, который был утверждён на территории подчинённой ему юрисдикции. Сохранился портрет Рогана-Гемене кисти Гиацинта Риго, написанный в 1739 году. Умер 28 августа 1762 года в Саверне.